# Canton d'Aurec-sur-Loire
Le canton d'Aurec-sur-Loire est une circonscription électorale française située dans le département de la Haute-Loire et la région Auvergne-Rhône-Alpes.

## Histoire
Le canton d'Aurec-sur-Loire a été créé par arrêté du 2 août 1973 scindant en deux le canton de Saint-Didier-en-Velay.
Un nouveau découpage territorial de la Haute-Loire entre en vigueur à l'occasion des premières élections départementales suivant le décret du 17 février 2014. Les conseillers départementaux sont, à compter de ces élections, élus au scrutin majoritaire binominal mixte. Les électeurs de chaque canton élisent au Conseil départemental, nouvelle appellation du Conseil général, deux membres de sexe différent, qui se présentent en binôme de candidats. Les conseillers départementaux sont élus pour 6 ans au scrutin binominal majoritaire à deux tours, l'accès au second tour nécessitant 12,5 % des inscrits au 1er tour. En outre la totalité des conseillers départementaux est renouvelée. Ce nouveau mode de scrutin nécessite un redécoupage des cantons dont le nombre est divisé par deux avec arrondi à l'unité impaire supérieure si ce nombre n'est pas entier impair, assorti de conditions de seuils minimaux. Dans la Haute-Loire, le nombre de cantons passe ainsi de 35 à 19. Le nombre de communes du canton d'Aurec-sur-Loire passe de 1 à 4.
Le nouveau canton d'Aurec-sur-Loire est formé de la commune constituant l'ancien canton d'Aurec-sur-Loire et de communes de l'ancien canton de Saint-Didier-en-Velay (3 communes). Il est entièrement inclus dans l'arrondissement d'Yssingeaux. Le bureau centralisateur est situé à Aurec-sur-Loire.

## Représentation

### Conseillers généraux avant 2015
| Période | Période | Identité                    | Étiquette   | Qualité |
| ------- | ------- | --------------------------- | ----------- | --- |
| 1973    | 1976    | Robert Bouvard (1901-1992)  | RI          | Industriel Sénateur (1959-1974) Président du Conseil général (1949-1964) Maire d'Aurec-sur-Loire de 1941 à 1977 |
| 1976    | 1982    | Henri Vincendon (1947-2015) | PS          | Enseignant Conseiller municipal puis adjoint au maire d'Aurec-sur-Loire                                         |
| 1982    | 2008    | Pierre Quitot               | UDF puis DL | Industriel Maire d'Aurec-sur-Loire de 1977 à 1989                                                               |
| 2008    | 2015    | Guy Vocanson                | PS          | Ancien maire d'Aurec-sur-Loire (1989-2008) Président de la communauté de communes Loire Semène                  |

### Conseillers départementaux depuis 2015
| Période élective | Période élective | Mandat | Mandat   | Identité          | Nuance | Nuance | Qualité                                                                                   |
| ---------------- | ---------------- | ------ | -------- | ----------------- | ------ | ------ | ----------------------------------------------------------------------------------------- |
| 2015             | 2021             | 2015   | 2021     | Florence Teyssier |        | DVD    | Adjointe au maire DVD d'Aurec-sur-Loire                                                   |
| 2015             | 2021             | 2015   | 2021     | Daniel Tonson     |        | DVD    | Géomètre expert topographe retraité, adjoint au Maire de Saint-Just-Malmont jusqu'en 2020 |
| 2021             | 2028             | 2021   | en cours | Éric Bonche       |        | DVD    | Fonctionnaire de police, Saint-Just-Malmont                                               |
| 2021             | 2028             | 2021   | en cours | Florence Teyssier |        | DVD    | Conseillère sortante                                                                      |

### Résultats détaillés

#### Élections de mars 2015
À l'issue du 1er tour des élections départementales de 2015, deux binômes sont en ballottage : Florence Teyssier et Daniel Tonson (Divers, 44,33 %) et Pierre Cheynet et Suzanne Fourets (FN, 41,46 %). Le taux de participation est de 50,82 % (5 350 votants sur 10 528 inscrits) contre 53,67 % au niveau départemental et 50,17 % au niveau national.
Au second tour, Florence Teyssier et Daniel Tonson (Divers) sont élus avec 57,77 % des suffrages exprimés et un taux de participation de 55,73 % (3 164 voix pour 5 867 votants et 10 527 inscrits).

#### Élections de juin 2021
Le premier tour des élections départementales de 2021 est marqué par un très faible taux de participation (33,26 % au niveau national). Dans le canton d'Aurec-sur-Loire, ce taux de participation est de 34,67 % (3 790 votants sur 10 933 inscrits) contre 40,17 % au niveau départemental. À l'issue de ce premier tour, deux binômes sont en ballottage : Éric Bonche et Florence Teyssier (DVD, 68,27 %) et Suzanne Fourets et Bruno Roule (RN, 31,73 %).
Le second tour des élections est marqué une nouvelle fois par une abstention massive équivalente au premier tour. Les taux de participation sont de 34,36 % au niveau national, 37,53 % dans le département et 34,91 % dans le canton d'Aurec-sur-Loire. Éric Bonche et Florence Teyssier (DVD) sont élus avec 71,7 % des suffrages exprimés (2 566 voix pour 3 819 votants et 10 940 inscrits),,. 

## Composition

### Composition avant 2015
Le canton d'Aurec-sur-Loire est limité à une commune : Aurec-sur-Loire.

### Composition à partir de 2015
Le nouveau canton d'Aurec-sur-Loire comprend quatre communes entières.
| Nom                                     | Code Insee | Intercommunalité   | Superficie (km2) | Population (dernière pop. légale) | Densité (hab./km2) | Modifier                                    |
| --------------------------------------- | ---------- | ------------------ | ---------------- | --------------------------------- | ------------------ | ------------------------------------------- |
| Aurec-sur-Loire (bureau centralisateur) | 43012      | CC Loire et Semène | 22,44            | 6 133 (2022)                      | 273                | modifier les données · modifier les données |
| Pont-Salomon                            | 43153      | CC Loire et Semène | 8,43             | 1 861 (2022)                      | 221                | modifier les données · modifier les données |
| Saint-Ferréol-d'Auroure                 | 43184      | CC Loire et Semène | 10,85            | 2 457 (2022)                      | 226                | modifier les données · modifier les données |
| Saint-Just-Malmont                      | 43205      | CC Loire et Semène | 23,28            | 4 220 (2022)                      | 181                | modifier les données · modifier les données |
| Canton d'Aurec-sur-Loire                | 4301       |                    | 65,00            | 14 671 (2022)                     | 226                | modifier les données                        |

## Démographie

### Démographie avant 2015
| 1975  | 1982  | 1990  | 1999  | 2006  | 2011  | 2012  |
| ----- | ----- | ----- | ----- | ----- | ----- | ----- |
| 3 975 | 4 248 | 4 510 | 4 895 | 5 229 | 5 675 | 5 804 |

### Démographie depuis 2015
En 2022, le canton comptait 14 671 habitants, en évolution de −0,86 % par rapport à 2016 (Haute-Loire : +0,36 %, France hors Mayotte : +2,11 %).
| 2013   | 2018   | 2022   |
| ------ | ------ | ------ |
| 14 479 | 14 768 | 14 671 |